# Devastante (album)
Devastante è il terzo album in studio del gruppo musicale italiano Il Pagante, pubblicato il 21 gennaio 2022.

## Descrizione
L'album era già stato scritto e ideato ed era in procinto di uscire prima dello scoppio della pandemia di COVID-19; esso è stato definito un album "più maturo" dei precedenti. Il gruppo non ha voluto lavorare troppo su canzoni legate alla pandemia, il concetto di “devastante” è proprio legato all’interfacciarsi con la pandemia come: «boom, è successo qualcosa di inaspettato, ma noi siamo ancora qui». In quel periodo si parlava dell'abbattimento dello stadio San Siro e di come la pandemia stesse impattando in tutta Italia, come in uno scenario distopico dove lo stadio sarebbe integro con la band sopravvissuta ma in una Milano abbandonata la cover dell'album esprime questo concetto.
All'interno dell'album ci sono delle tracce contenenti dei singoli con le collaborazioni di Myss Keta e Lorella Cuccarini.

## Tracce
Testi di Edoardo Cremona, musiche di Federico Mercuri, Giordano Cremona, Eugenio Maimone e Leonardo Grillotti, eccetto dove indicato.
1. Gente de la Mañana – 3:09 (musica: Paolo Sannicandro)
2. Se Fem? – 3:02 (testo: Edoardo Cremona, Andrea Scuderi – musica: Paolo Sannicandro, Riccardo Amadori)
3. Portofino – 2:45 (testo: Edoardo Cremona, Jacopo Angelo Ettorre – musica: Federico Mercuri, Giordano Cremona)
4. Open Bar (feat. Stash) – 3:10 (testo: Edoardo Cremona, Jacopo Angelo Ettorre)
5. Italiani a Londra (feat. J-Ax) – 2:53 (testo: Edoardo Cremona, Alessandro Aleotti – musica: Marco Arata, Riccardo Garifo, Matteo Corradi)
6. Smart Working – 2:35
7. La grande bellezza (feat. Carl Brave) – 3:43 (testo: Edoardo Cremona, Carlo Coraggio – musica: Stefano Ceri)
8. Un pacco per te (feat. Lorella Cuccarini) – 2:49 (testo: Edoardo Cremona, Fabio Pizzoli)
9. No va be (feat. Vegas Jones & Chadia Rodríguez) – 2:52 (testo: Edoardo Cremona, Chadia Darnakh, Matteo Privitera – musica: Alessandro Gemelli, Marco Milan)
10. San Siro (feat. Jake La Furia) – 3:06 (testo: Edoardo Cremona, Francesco Vigorelli, Jacopo Angelo Ettorre – musica: Diego Vincenzo Vettraino)
11. Devastante (feat. Myss Keta & Greg Willen) – 2:57 (testo: Edoardo Cremona, Myss Keta, Jacopo Angelo Ettorre – musica: Gregory Taurone)

## Classifiche
| Classifica (2022) | Posizione massima |
| ----------------- | ----------------- |
| Italia            | 7                 |